# 2004年5月民主党代表選挙
2004年5月民主党代表選挙（2004ねん5がつみんしゅとうだいひょうせんきょ）は、年金未納問題により辞任した菅直人代表の後任を決定するために2004年（平成16年）5月18日に行われた民主党代表を選任する選挙である。岡田克也以外の候補者がいなかったため、無投票で当選した。

## 党代表選データ

### 日程
- 5月18日 - 告示・午前11時まで立候補受付。幹事長・岡田克也のみ立候補。午後、党本部で両院議員総会を開催し、満場の拍手で岡田の代表選出を承認。夕方、「民主党大躍進パーティー」を開催し、夏の第20回参議院議員通常選挙での勝利を訴えた。